# János Rajz
Dans le nom hongrois Rajz János, le nom de famille précède le prénom, mais cet article utilise l’ordre habituel en français János Rajz, où le prénom précède le nom.
János Rajz (né le 13 février 1907 à Budapest, Autriche-Hongrie et mort le 20 juillet 1981 dans la même ville, mais cette fois en République populaire de Hongrie, était un acteur hongrois.

## Biographie
Il a commencé sa carrière théâtrale au Csokonai Theatre (en) de Debrecen en 1924 et passa par le Király Színház en 1929. En 1951, il joua au Théâtre de la Gaieté. De 1952 à 1976, il fut membre du théâtre national de Hongrie.

## Galerie

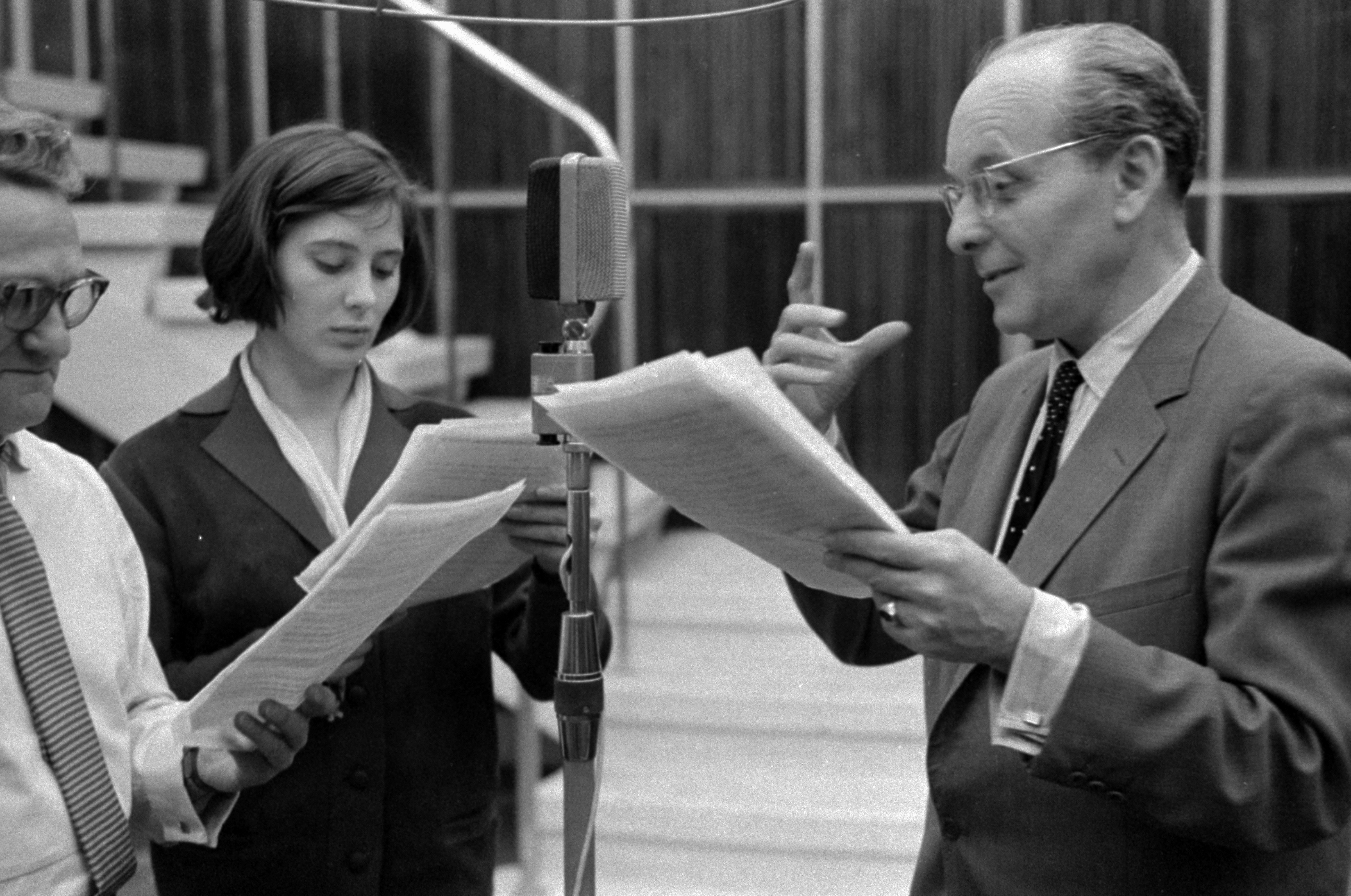
En 1963 avec Agárdy Ilona (hu) et Imre Ráday
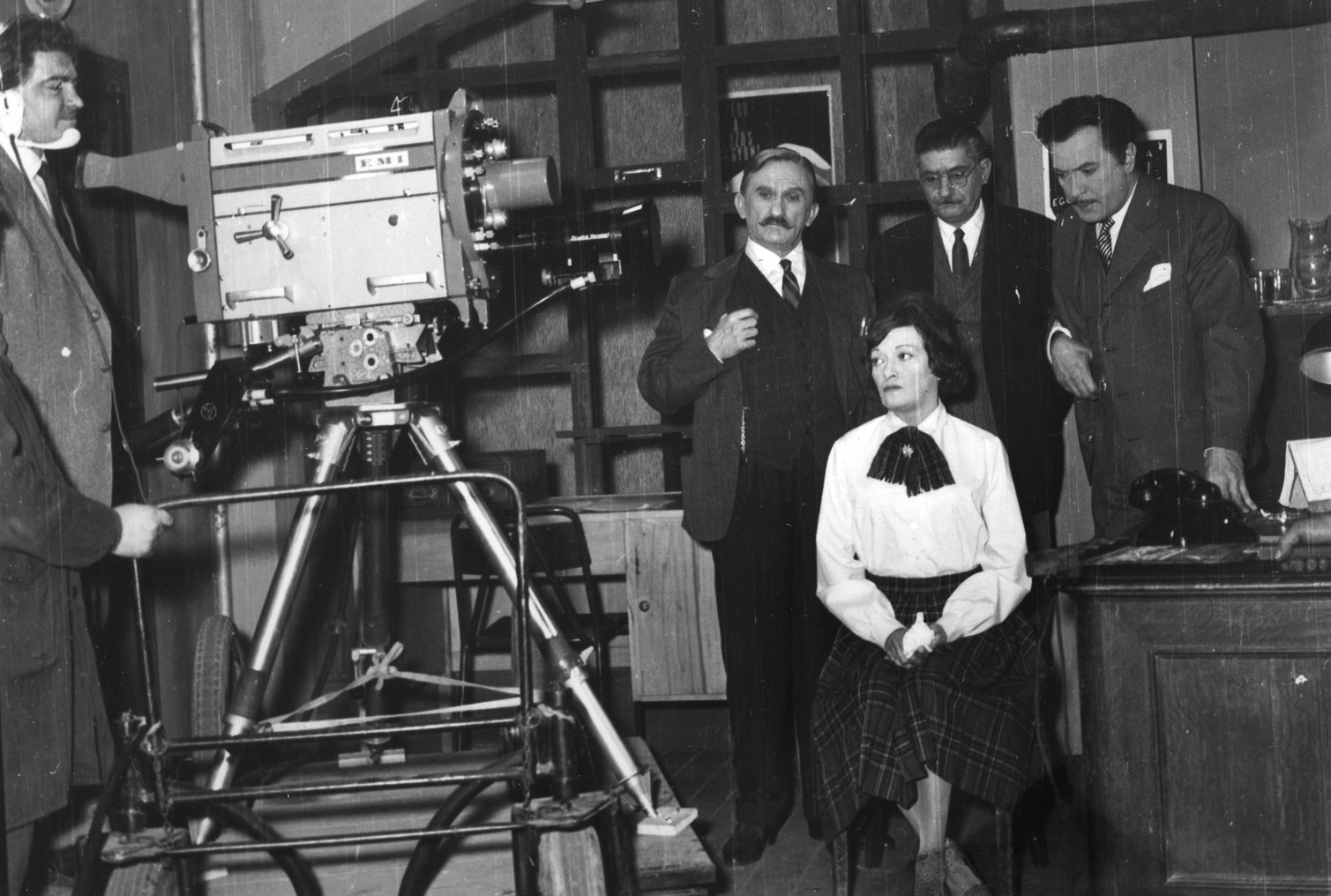
Avec Manyi Kiss, Makláry János (hu) et Gyula Benkő en 1971
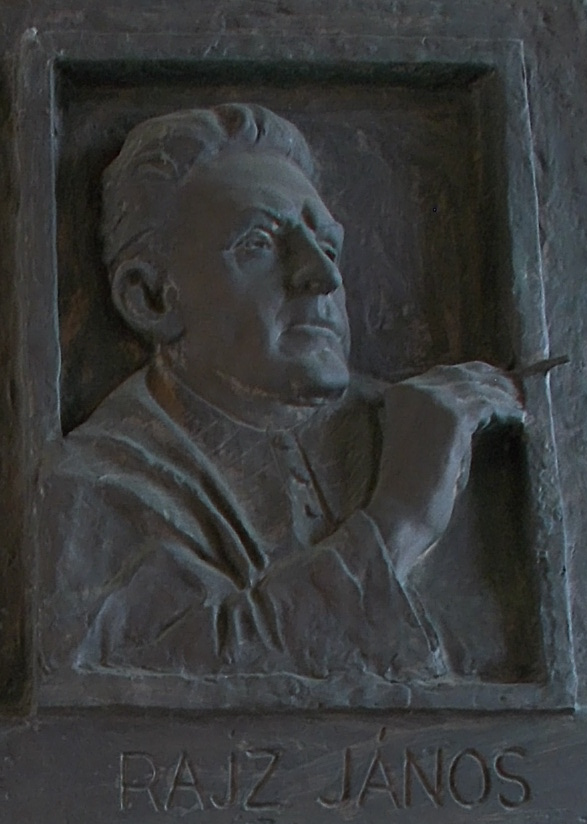
Bronze de László Marton (sculptor) (en) situé au Théâtre national

## Récompenses
Il a reçu le prix prix Mari Jászai en 1957 et le prix Kossuth en 1958.

## Filmographie
- 1961 : Deux mi-temps en enfer
- 1967 : Les Dix mille soleils